# NTT出版
NTT出版（日語：エヌ・ティ・ティ出版株式会社）是NTT集团的出版社，位于东京都港區。
1987年从NTT集团著名广告代理商NTT广告的出版部门分拆。2007年NTT出版再次被NTT广告全资收购，变成完全子公司。除了书籍出版外，还有小册子、使用说明书和主页的制作。
NTT出版多刊行设立科学领域（特别是经济学）和信息通讯技术等教材、就业技能实用书籍以及杂文集。